# Полин
Полин, або нехворощ (Artemisia) — рід рослин родини айстрових (Asteraceae). Представники — багаторічні, рідше однорічні трави чи напівкущі. Листки перистороздільні, іноді суцільні. Квітки дрібні, відтінків жовтого й червоного, зібрані в кошик. Плід — ципсела (вид сім'янки). Поширені в усій Євразії, більшій частині Америки й Африки; ростуть у сухих місцях проживання. Багато видів є добре відомими лікарськими рослинами; також використовуються як пасовищні рослини; є й декоративні види. 

## Етимологія
Термін Artemisia невизначеної етимології. Найбільше вважають, що назва роду присвячена грецькій богині полювання Артеміді чи цариці Артемізії († 350 до н.е.). Припускається також посилання на дгр. artemes — «здоровий» з натяком на лікувальні властивості рослин роду. Назва полин праслов'янського походження, переконливої етимології немає; найбільш прийнятне пов'язання з poleti — «палати» й paliti — «палити», бо полин спалювали для профілактичного обкурювання від епідемій. Назва нехворощ праслов'янського походження, утворена з частки не й кореня хвор, оскільки вважалося, що нехворощ допомагає від багатьох недуг.

## Біоморфологічна характеристика
Це однорічні, дворічні чи багаторічні трав'яні рослини, кущі й напівкущі, у висоту 3–350 см, зазвичай ароматні (рідко ні). Стебла 1–10+, зазвичай прямовисні, зазвичай розгалужені, безволосі чи волохаті. Листки чергові, перисті, рідше пальчасто розділені або цільні; прикореневі чи прикореневі та стеблові; на ніжках чи сидячі. Квіткові голови зазвичай дископодібні (іноді інші), у відносно широких волотистих чи у відносно вузьких волотеподібних, китицеподібних чи колосоподібних первинних суцвіттях. Обгортки приквітків дзвоноподібні, кулясті, яйцеподібні чи дзиґоподібні, у діаметрі 1.5–8 мм. Приквітків 2–20+ у 4–7 рядах, чітко виражені (зазвичай від зеленого до білувато-зеленого забарвлення) від яйцюватої до ланцетної форми, нерівні, по краях та верхівкам зазвичай зелені чи білі, рідко темно-коричневі чи чорні. Променевих квіточок 0 (периферійних маточкових квіточок у дископодібних головах зазвичай 1–20, їхні віночки ниткоподібні). Дискових квіточок 2–20(30+), двостатеві і плідні чи функціонально тичинкові; віночки зазвичай блідо-жовті, рідше червоні, трубки ± циліндричні, горловини субкулясті чи воронкоподібні, часток 5. Ципсели коричневі, зворотно-яйцюваті, яйцюваті, субциліндричні чи довгасті, ребер 0 (і грані дрібносмугасті) чи 2–5, грані зазвичай безволосі, рідше волохаті, часто залозисті; папус зазвичай відсутній (іноді дрібний).
Види роду Artemisia в основному запилюються вітром, але іноді їх можуть відвідувати комахи, які поїдають пилок. Вважається, що перехресне запилення є правилом, але може статися й самозапилення. Розмноження здійснюється виключно шляхом плідного насіннєвого виробництва, коли на одну рослину виробляється до мільйона насінин.

## Поширення
В основному види полину зростають у північній півкулі — Північна Америка, Північна Африка, Євразія, Лише кілька видів зустрічаються в Південній Америці та Африці (за межами тропічних екваторіальних площ). Деякі види інтродуковані до Південної Америки та до Австралії. Ростуть як правило в сухих чи напівсухих місцях проживання. 

## Використання
Багато видів є добре відомими лікарськими рослинами. Деякі види полину мають відомі харчові застосування (зокрема, Artemisia abrotanum, A. absinthium, A. dracunculus, A. vulgaris). Полини мають інсектицидні властивості. Деякі використовуються для стабілізації піску в пустельних і напівпустельних районах чи як трава для годівлі худоби. Практично всі види містять багато гірких речовин та ефірних олій.

## Види
За різними класифікаціями до роду включають 200—500 видів (докладніше див. Список видів роду полин).
В Україні ростуть (рідні + натуралізовані види):
1. Artemisia abrotanum — полин Боже дерево
2. Artemisia absinthium — полин гіркий
3. Artemisia annua — полин однорічний
4. Artemisia alpina
5. Artemisia arenaria — полин пісковий
6. Artemisia argyi — полин д'Арґі (натуралізований)
7. Artemisia armeniaca — полин вірменський
8. Artemisia austriaca — полин австрійський
9. Artemisia campestris — полин-нехворощ
10. Artemisia dracunculus — полин-естрагон
11. Artemisia dzevanovskyi — полин Дзевановського
12. Artemisia glauca — полин сизий
13. Artemisia hololeuca — полин білоповстий
14. Artemisia lercheana (Artemisia lerchiana [orth. var.]) — полин Лерхе
15. Artemisia marschalliana — полин Маршалла
16. Artemisia nutans — полин пониклий
17. Artemisia pontica — полин причорноморський
18. Artemisia salsoloides — полин кураєвий
19. Artemisia santonicum — полин солонцевий
20. Artemisia scoparia — полин мітлистий
21. Artemisia taurica — полин кримський
22. Artemisia tournefortiana — полин Турнефора (натуралізований)
23. Artemisia umbrosa — полин затінковий (натуралізований)
24. Artemisia vulgaris — полин звичайний типовий

## Галерея

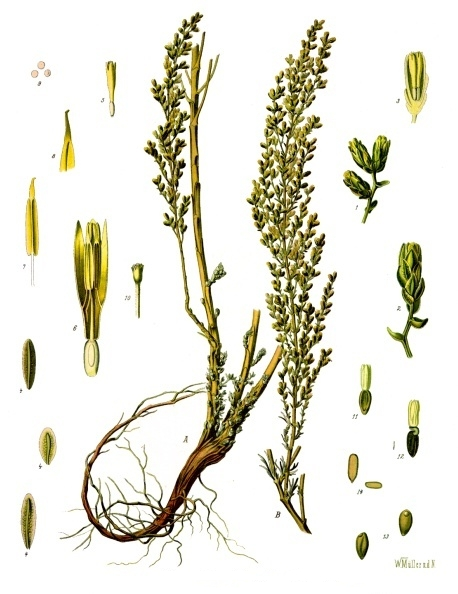
ілюстрація виду Artemisia cina
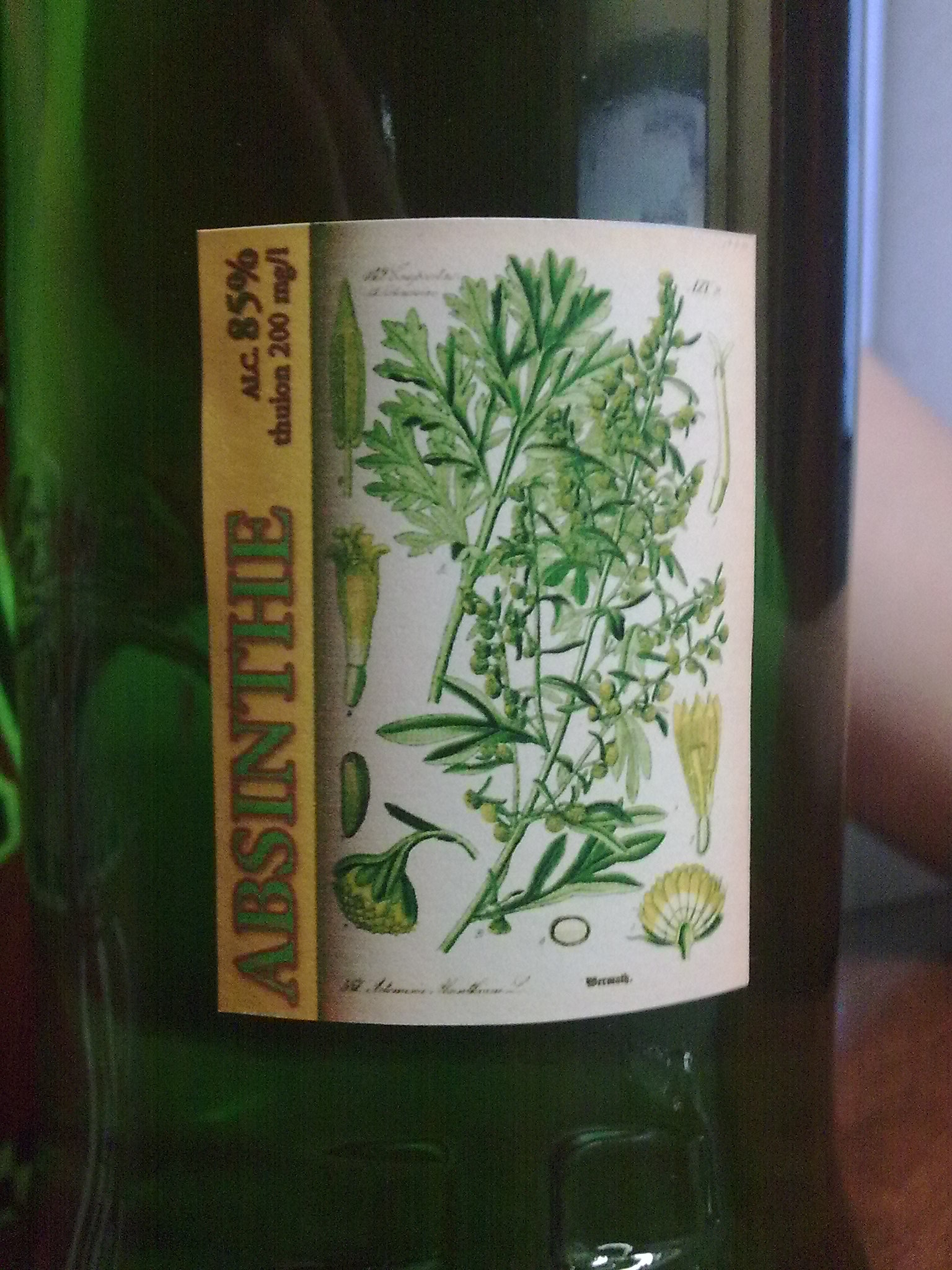
абсент
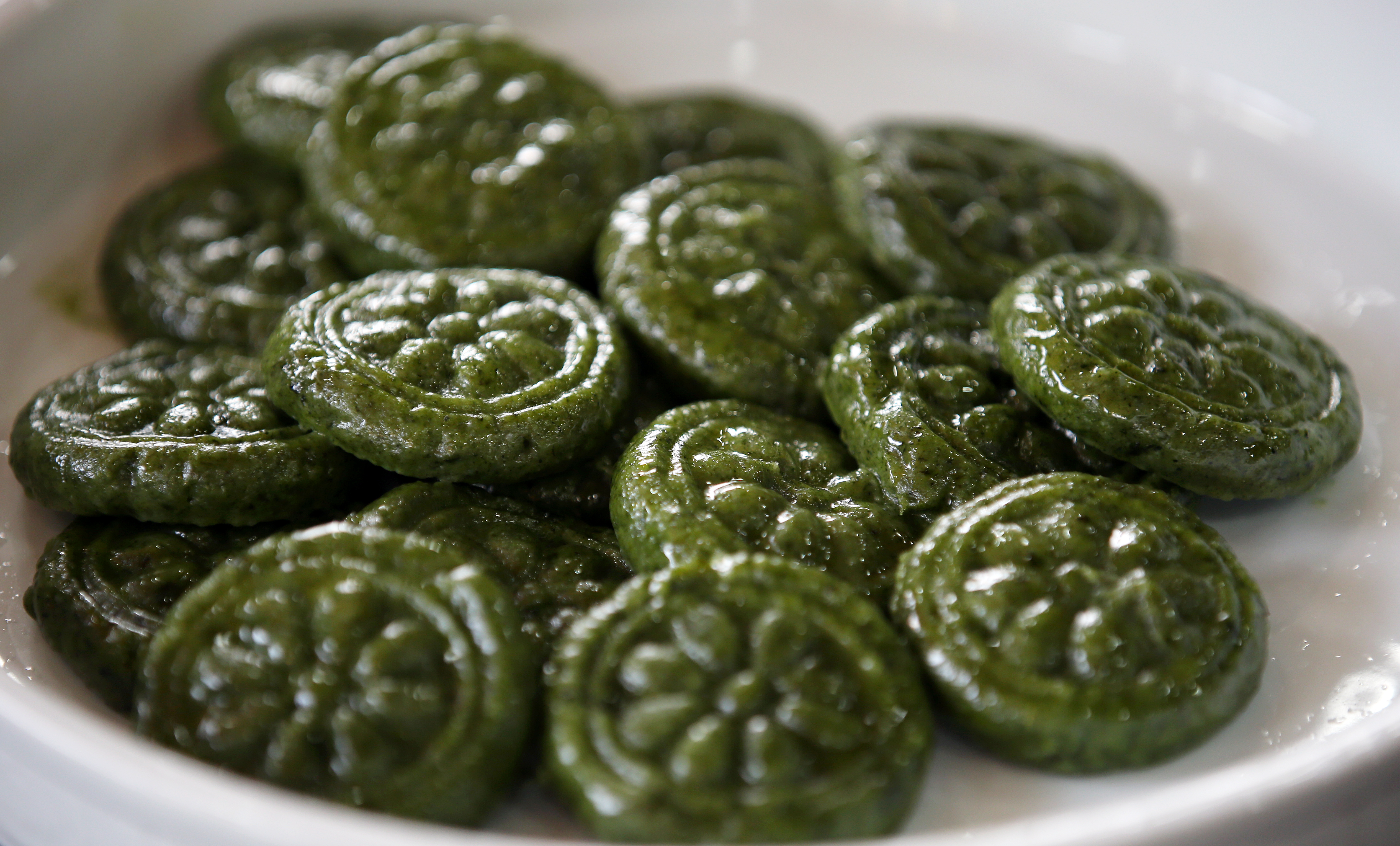
Східноазійські рисові коржі з інгредієнтом полину
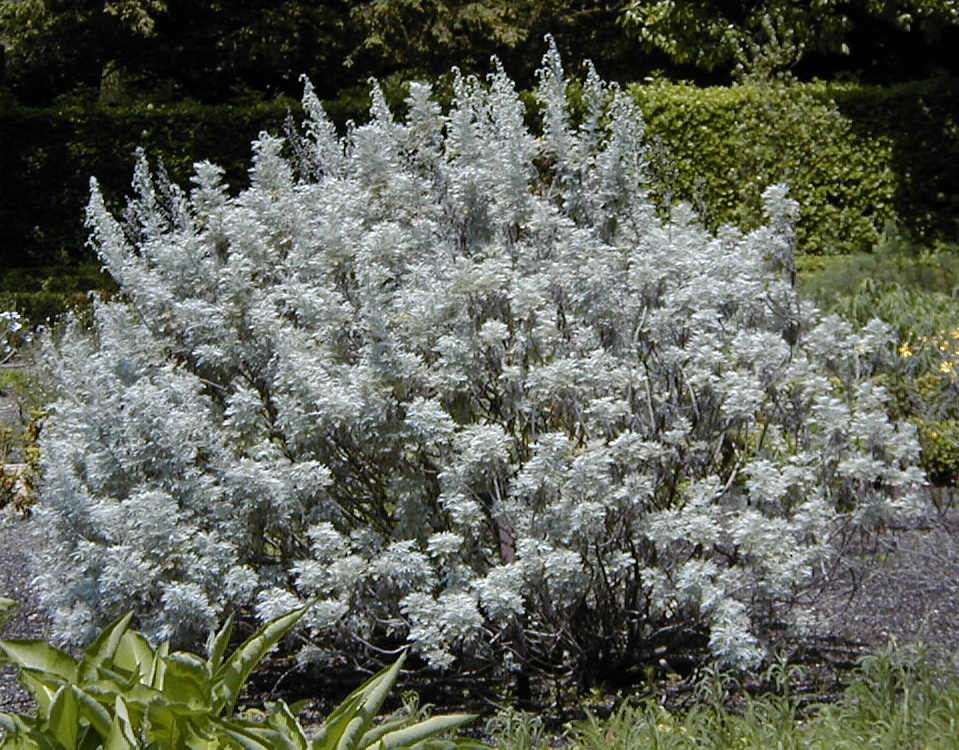
полин як частина ландшафтно-дизайнерського рішення